# Fatimata Diasso
Fatimata Diasso é uma atleta da Costa do Marfim que compete no salto em comprimento, nos 100 e nos 200 metros. Ela compete na classe de deficiência visual T11, na qual ganhou uma medalha de prata no salto em distância nas Paraolimpíadas de Verão de 2016.

## Carreira
Desde criança, Fatimata Diasso teve uma deficiência visual. Ela compete no salto em comprimento, ao lado de um guia.  A sua classe de deficiência é T11, o que significa que ela tem pouca ou nenhuma capacidade visual.  Fatimata Diasso deveria competir nos Jogos Paralímpicos de Verão de 2012 em Londres, Inglaterra, mas não conseguiu devido a uma lesão.  Diasso começou a treinar na França em 2014, juntando-se ao clube de atletismo AJBO.
Diasso competiu pela Costa do Marfim nas Paraolimpíadas de 2016 no Rio de Janeiro, Brasil. Participando no salto em T11 das mulheres, terminou em segundo com um salto de 4,79 metros, ficando atrás da brasileira Silvania de Oliveira.  Ela também concorreu no T11 de 100 metros e 200 metros, mas não conseguiu chegar ao pódio em nenhum dos casos.
Não houve uma grande resposta na Costa do Marfim à medalha de Diasso inicialmente, mas houve uma chamada na mídia para que ela recebesse um prémio similar do governo como a medalhista olímpica Ruth Gbagbi.  Diasso foi posteriormente premiada com 40 milhões de francos CFA da África Ocidental e uma villa por ganhar a medalha de prata.